# Винищувач (фільм)
«Винищувач» (англ. The Exterminator) — американський бойовик 1980 року.

## Сюжет
Коли Майкла Джефферсона грабують і калічать, його найкращий друг Джон Істланд вирішує вжити заходів. Джефферсон врятував життя Істланда у В'єтнамі, і тепер Істланд хоче помститися за друга. Використовуючи свій армійський досвід, він вирушає в хрестовий похід, щоб очистити вулиці Нью-Йорка.

## У ролях
- Саманта Еггар — доктор Меган Стюарт
- Крістофер Джордж — детектив Джеймс Далтон
- Роберт Гінті — Джон Істланд
- Стів Джеймс — Майкл Джефферсон
- Тоні ДіБенедетто — сутенер
- Дік Боччеллі — Джино Понтівіні
- Патрік Фарреллі — агент ЦРУ
- Мішель Херрел — Марія Джефферсон
- Девід Ліпман — сенатор від Нью-Джерсі
- Сінді Вілкс — Кенді
- Денніс Буцікаріс — Френкі
- Роджер Грімсбі — грає самого себе
- Джуді Ліхт — грає саму себе
- Стен Гетз — грає самого себе
- Джордж Чунг — в'єтконгівець
- Філ Чонг — в'єтконгівець
- Білл Саіто — в'єтконгівець
- Кенні Ендосо — в'єтконгівець
- Кірк Данглер — радист
- Клей Райт — пілот
- Пол Дж. Хенслер — захоплений солдат
- Джон Л. Фіцджералд — містер Хоффман
- Френк Феррара — колектор 1
- Тоні Мунафо — колектор 2
- Нед Ейзенберг — Марті
- Ірвін Кієс — Боббі
- Антонія Френч — дочка джефферсона
- Тіна Фазано — дівчина 1
- Тіна Остін — дівчина 2
- Сантос Моралес — капітан поліції
- Чарльз МакКарті — поліцейський
- Кеті Толберт — подруга Понтівіні
- Тоні Фарентіно — адвокат
- Ральф Монако — бармен
- Евелін Ніл — Евелін Ніл
- Ерл Андерсон мол. — водій вантажівки
- Грег Шеррі — метрдотель
- Луіс Едмондс — голова ЦРУ
- Салліван Волкер — торговець наркотиками
- Лу Девід — людина з листівкою
- Ллойд Скотт — саксофоніст
- Том Еверетт — швейцар
- Крістофер Бреннер — Chicken Boy
- Лоуренс Ямпольскі — телеоператор 1
- Віктор Джоаніс — телеоператор 2
- Джералд М. Кляйн — поліцейський
- Пол Фарентіно — поліцейський
- Керін Вест — Ялон
- Вебстер Вінері — Семмі
- Зоя Лепорська — пограбованна жінка
- Роб Кінг — мотоцикліст
- Теодор Кубіак — агент ЦРУ 2
- Шон Орінн — поліцейський 4
- Джон Ешленд — спецназівець 1
- Джо Дукетт — спецназівець 2
- Брендан Елліот — спецназівець 3
- Райан Хілліард — спецназівець 5
- Роберт Тернер — спецназівець 4

в титрах не вказані
- Стенлі Грін — детектив
- Пітер Джеффріс — Тоні
- Воннабель Рукі — повія на таймс-сквер
- Брайс Гай Вільямс — убивця